# 武士道残酷物語
『武士道残酷物語』（ぶしどうざんこくものがたり）は、1963年（昭和38年）4月28日公開の日本映画である。東映製作・配給。監督は今井正、主演は中村錦之助 (萬屋錦之介)。モノクロ、シネマスコープ、123分。
原作は南條範夫の『被虐の系譜』（講談社刊）。戦国時代から現代まで残酷・非情な封建社会をある家の7代にまたがる系譜を通して描く。中村錦之助がその7代の役を力演した。題名は岡田茂の命名。前年に『世界残酷物語』がヒットしており、当時は『○○残酷物語』が流行語となっていた。作品は第13回ベルリン国際映画祭に出品して金熊賞を受賞した。第37回キネマ旬報ベスト・テン第5位。
造形を担当した大橋史典は、自身が担当したダミーの腕は血飛沫が出る描写で監督の今井が驚きの声をあげるほど真に迫ったものであったと述べている。

## スタッフ
- 監督：今井正
- 製作：大川博
- 企画：辻野公晴、小川貴也、本田延三郎
- 原作：南條範夫『被虐の系譜』
- 脚本：鈴木尚之、依田義賢
- 撮影：坪井誠
- 美術：川島泰三
- 音楽：黛敏郎
- 編集：宮本信太郎
- 助監督：山下耕作

## キャスト
第一話（慶長15年-寛永）
- 飯倉次郎左衛門：中村錦之助 (萬屋錦之介)
- 堀式部少輔：東野英治郎
- 松平信綱：那須伸太朗
- 浅井嘉兵衛：徳大寺伸
- 家老：明石潮
- 家臣：青木義朗、中村錦司、長島隆一、和崎俊也

第二話（寛永15年）
- 飯倉佐治右衛門：中村錦之助 (萬屋錦之介)
- 佐治衛門の妻・やす：渡辺美佐子
- 下僕・吾平：織田政雄
- 下僕・六助：波多野博
- 堀式部少輔：東野英治郎
- 寺田武之進：片岡栄二郎
- 北沢弥左衛門（側用人）：北竜二

第三話（元禄年間）
- 飯倉久太郎：中村錦之助 (萬屋錦之介)
- 久太郎の母・しげの：荒木道子
- 堀丹波守宗昌：森雅之
- 堀丹波守の妻：東恵美子
- 萩の方：岸田今日子
- 上月源左：香川良介
- 七三郎：沢村精四郎
- 家臣：鈴木金哉

第四話（天明3年）
- 飯倉修蔵：中村錦之助 (萬屋錦之介)
- 修蔵の妻・まき：有馬稲子
- 修蔵の娘・さと：松岡紀公子
- 修蔵の嫡子・十次郎：島村徹
- 野田数馬：山本圭
- 堀式部少輔安高：江原真二郎
- 静田権之進：柳永二郎
- 近藤三郎兵衛：佐藤慶
- 江戸家老：水野浩
- 田沼意知：成瀬昌彦
- 佐野政言：国一太郎
- 田沼の側用人：有馬宏治
- 村の若者：河原崎長一郎
- 老女：松浦築枝

第五話（明治4年）
- 飯倉進吾：中村錦之助 (萬屋錦之介)
- 堀高啓：加藤嘉
- 井口広太郎：木村功
- ふじ：丘さとみ
- 下田：川合伸旺
- 巡査：小田部通麿

第六話（昭和20年）
- 飯倉修：中村錦之助 (萬屋錦之介)
- 特攻隊指揮官：原田甲子郎
- 特攻隊員：蜷川幸男、花上晃、牧口徹

第七話（昭和38年）
- 飯倉進：中村錦之助 (萬屋錦之介)
- 人見杏子：三田佳子
- 山岡部長（進の上司）：西村晃
- 木原重役（杏子の上司）：小川虎之助
- アパート管理人・初子：山本緑
- 救急病院の医師：杉義一

その他
- 阿部九州男、赤木春恵、尾形伸之介、倉丘伸太郎、唐沢民賢、堀正夫、中村時之介、遠山金次郎ほか

## 受賞
- 第13回ベルリン国際映画祭 金熊賞
- 第37回キネマ旬報ベスト・テン 第5位
- 第14回ブルーリボン賞 主演男優賞（中村錦之助）